# Mesosemia carissima
Mesosemia carissima is een vlindersoort uit de familie van de prachtvlinders (Riodinidae), onderfamilie Riodininae.
Mesosemia carissima werd in 1866 beschreven door H. Bates.